# 列昂尼德·瓦西里耶维奇·斯米尔诺夫
列昂尼德·瓦西里耶维奇·斯米尔诺夫（俄语：Леонид Васильевич Смирно́в，1916年4月3日（16日）—2001年12月18日），是苏联的政治家，苏共中央委员，曾任苏联部长会议副主席。